# Urolophus gigas
Urolophus gigas é uma espécie de peixe da família Urolophidae.
É endémica da Austrália.
Os seus habitats naturais são: mar aberto e pradarias aquáticas subtidais.